# Feodor Asmussen
Feodor Alexander Asmussen (født 18. juni 1887 i Asnæs, død 1961) var en dansk arkitekt. 
Det kunstneriske grundlag for Feodor Asmussens produktion er en bevidst tilslutning i hans ungdom til klassicismen, navnlig C.F. Hansen.

## Uddannelse
Gjorde svendestykke som tømrer og gennemgik Teknisk Skole i København, optaget på Kunstakademiet i oktober 1912 og avancerede til arkitekturskolen ældste klasse, som han forlod 1920, assistent hos Jens Vilhelm Petersen i Odense og Anton Rosen, selvstændig virksomhed fra 1921. 

## Udstillinger
Charlottenborg Forårsudstilling 1920

## Arbejder
Villa Magnoliavej 12 (1922), Villa Magnoliavej 16 (1923), beboelsesejendom Mathildevej 11 (1927), villa Kirkevænget 16 (1928), rækkehuse Gustav Johannsens Vej 28-38 (1928), Barnängens Kontorbygning Kongovej 26 (1934), bankbygning Godthaabsvej 7 (1935), egen villa Høeghsmindevej 89, Gentofte (1936), sommerhus ved Hald Strand, Nordsjælland (1937), fabrik på Glosemosevej, Glostrup (1938), Stuehus på Ellebækgaard, Fæby pr. Klarskov (1940), Møbler.

## Projekt
Rådhus i Hjørring (1919, 3. præmie).